# Altstadt Spandau (métro de Berlin)
Altstadt Spandau est une station de métro de Berlin.